# Miloslav Paul
Miloslav Paul (* 23. července 1958) je bývalý český fotbalový záložník.

## Fotbalová kariéra
Od 17 let hrál fotbal za Lokomotivu Plzeň. Vojnu si odsloužil ve VTJ Hradec Králové. Od roku 1979 hrál v československé lize za TJ Škoda Plzeň. Nastoupil v 75 ligových utkáních a dal 13 gólů. V roce 1983 se zranil a podstoupil operaci kolene. V roce 1990 odešel hrát do Německa Bavorskou ligu za klub 1.FC Kötzting. Z důvodu přetržené achilovky se v roce 1996 vrací do České republiky a hraje za Senco Doubravka. Hráčskou aktivitu ukončil v roce 1999. Žije v obci Vejprnice, kde pomáhá místnímu fotbalovému klubu SK Slavia Vejprnice. Má syna Lukáše, který hraje za SK Slavia Vejprnice.

## Ligová bilance
| Ročník                                   | Zápasy | Góly | Klub        |
| ---------------------------------------- | ------ | ---- | ----------- |
| 1. československá fotbalová liga 1979/80 | 27     | 1    | Škoda Plzeň |
| česká národní fotbalová liga 1980/81     | -      | -    | Škoda Plzeň |
| česká národní fotbalová liga 1981/82     | 23     | 9    | Škoda Plzeň |
| česká národní fotbalová liga 1982/83     | 21     | 3    | Škoda Plzeň |
| česká národní fotbalová liga 1983/84     | 22     | 3    | Škoda Plzeň |
| česká národní fotbalová liga 1984/85     | 20     | 8    | Škoda Plzeň |
| česká národní fotbalová liga 1985/86     | 16     | 4    | Škoda Plzeň |
| 1. československá fotbalová liga 1986/87 | 27     | 9    | Škoda Plzeň |
| česká národní fotbalová liga 1987/88     | 21     | 2    | Škoda Plzeň |
| 1. československá fotbalová liga 1988/89 | 21     | 3    | Škoda Plzeň |
| česká národní fotbalová liga 1989/90     | -      | -    | Škoda Plzeň |
| CELKEM                                   | 75     | 13   |             |